# Бенито-Хуарес (Буэнос-Айрес)
Бенито-Хуарес (исп. Benito Juárez) — город в Аргентине в провинции Буэнос-Айрес. Административный центр муниципалитета Бенито-Хуарес.

## История
В рамках передвижения границы и освоения внутренних районов страны, властями Буэнос-Айреса в 1865 году был создан муниципалитет Некочеа. Однако он получился очень большим, и ряд землевладельцев, получивших земли в этих местах, выбрав в качестве своего представителя Мариано Рольдана, подали властям петицию о создании нового муниципалитета. Петиция была удовлетворена, и в 1867 году из муниципалитета Некочеа был выделен новый муниципалитет, названный в честь национального героя Мексики Бенито Хуареса. В качестве места размещения властей нового муниципалитета в правительственном декрете было указано поместье Эль-Порвенир, принадлежавшее Мариано Рольдану.
Так как это была отдалённая сельская местность, то развитие поселения шло медленно. Лишь в 1876 году была возведена церковь, а в 1881 году появился полицейский участок. В 1886 году в эти места была проведена железная дорога.